# Jakub Wajda
Jakub Wajda (27. července 1900 Szarow u Krakova – květen 1940 Charkov) byl kapitánem pěchoty polské armády. Byl otcem režiséra Andrzeje Wajdy a Leszka Wajdy, rektora ASP v Krakově. Stal se obětí masakru v Katyni.

## Život
Narodil se 27. července 1900 v Szarowě u Krakova. Pocházel z rolnické rodiny – otec Kazimír (syn Francizka Wajdy) a matka Anna z Lisowskich.
Ve věku 16 let, v srpnu 1916, se stal legionářem a po získání nezávislosti Polska zůstal ve vojenské službě. V roce 1932 sloužil ve 41. pluku pěchoty ve Suvalkách.

## Smrt
Bojoval v 72. pluku pěchoty im. plukovníka Dionizega Czachowskieho při obranné válce v Radomni v roce 1939. Padl do sovětského zajetí a v květnu roku 1940 v Charkově byl zavražděn ruskou NKVD.

## Hodnost
Z rozhodnutí ministra obrany byl Jakub Wajda dne 5. října 2007 povýšen in memoriam do hodnosti majora.